# 室韋縣
室韦县，中华民国旧县名。
1920年由吉拉林设治局升县，并改名。治所在吉拉林（今内蒙古根河市北室韦镇）。1933年撤销，改置额尔古纳左翼旗。中国抗日战争结束后，国民政府复置，属兴安省。